# Região Metropolitana de Jundiaí
A Região Metropolitana de Jundiaí, criada em 30 de novembro de 2021, é uma região do estado de São Paulo, Brasil, formada pelos municípios de Jundiaí, Várzea Paulista, Campo Limpo Paulista, Jarinu, Louveira, Itupeva e Cabreúva, apresentando urbanização contínua e/ou processo de conurbação entre suas áreas urbanas, havendo integração econômico-funcional entre eles.
Localiza-se entre as regiões metropolitanas de São Paulo, Campinas e Sorocaba. Foi criada inicialmente com o status de aglomeração urbana, a primeira do estado de São Paulo, e a quarta 'entidade metropolitana', após a Grande São Paulo (1973),  Baixada Santista (1996) e Região Metropolitana de Campinas (2000). Juntamente com estas três regiões metropolitanas citadas, mais as áreas metropolitanas do Vale do Paraíba e de Sorocaba e ainda a Piracicaba, forma a Macrometrópole Paulista, a maior do hemisfério sul e uma das maiores do mundo.
A população somada é de 843.514 habitantes; em 2022 (Estimativa do IBGE), com um PIB conjunto de 31,4 bilhões de reais e uma renda per capita de 21.482 reais. O crescimento demográfico entre 2000-2009 foi o segundo maior entre as aglomerações urbanas e regiões metropolitanas paulistas (1,85% a.a.), sendo inferior apenas à AU de Sorocaba (2,01% a.a.) e superior a média estadual (1,33% a.a.).

## Definições

### Criação da Aglomeração Urbana de Jundiaí
Tecnicamente definido pela Emplasa como "aglomeração urbana intersticial", o projeto para oficialização foi assinado pelo governador Geraldo Alckmin em 30 de março de 2011 e enviado a Assembleia Legislativa, que o aprovou em 18 de agosto de 2011.

### Criação da Região Metropolitana de Jundiaí
A Assembleia Legislativa do Estado de São Paulo (Alesp) aprovou em 9 de novembro de 2021 o Projeto de Lei Complementar 36/2021, com a proposta de criação da Região Metropolitana de Jundiaí. Após a aprovação pela Alesp, a proposta seguiu para a sanção do governador do estado e publicação no Diário Oficial. A lei foi promulgada e publicada em 30 de novembro de 2021, oficializando assim a criação da Região Metropolitana de Jundiaí.

## Municípios
Esta lista é classificável. Clique no ícone  no cabeçalho da coluna para alterar a chave e a ordem de classificação.
| Foto  | Município            | Área territorial (km²) | População (2022) | PIB (2021) (em mil reais) | IDH-M (2010)     |
| ----- | -------------------- | ---------------------- | ---------------- | ------------------------- | ---------------- |
|       | Cabreúva             | 260,23                 | 47 011           | 5 961 333                 | 0,738 alto       |
|       | Campo Limpo Paulista | 79,40                  | 77 632           | 2 530 950                 | 0,769 alto       |
|       | Itupeva              | 200,87                 | 70 616           | 8 423 278                 | 0,762 alto       |
|       | Jarinu               | 207,54                 | 37 535           | 2 997 399                 | 0,733 alto       |
|       | Jundiaí              | 431,20                 | 443 221          | 57 670 892                | 0,822 muito alto |
|       | Louveira             | 55,73                  | 51 847           | 19 677 150                | 0,777 alto       |
|       | Várzea Paulista      | 35,12                  | 115 771          | 3 965 839                 | 0,759 alto       |
| Total | Total                | 1 270,14               | 843 623          | 101 226 844               | 0,767 alto       |

### Distritos
| Municípios           | Distritos               |
| -------------------- | ----------------------- |
| Cabreúva             | Bom Fim do Bom Jesus    |
| Cabreúva             | Jacaré                  |
| Cabreúva             | São Francisco do Pinhal |
| Campo Limpo Paulista | Botujuru                |

## Economia
Em 2007, a Região Metropolitana de Jundiaí representou 2,7% do PIB estadual. É uma região predominantemente industrial, com os municípios de Jundiaí e Louveira tendo perfil industrial com relevância estadual e os demais classificando-se com perfil industrial - exceto por Jarinu, com perfil de serviços. O município-sede destaca-se por sua indústria diversificada, relevando-se os setores de alimentos e bebidas, cerâmica, metal-mecânica, autopeças, borracha, plásticos e embalagens. No setor de serviços, destacam-se os centros logísticos e o comércio atacadista de alcance nacional.
Com seu PIB superior a 25 bilhões de reais em 2008, a Região Metropolitana de Jundiaí é um importante pólo industrial e econômico do estado, contando com empresas de porte como FEMSA, Ambev, Sara Lee, Siemens, Linden, Krupp, DHL, Procter & Gamble, Sifco, Plascar, Cereser, White Martins, Akzo Nobel, Hellermann Tyton, Henkel, Takata Petri, Itautec, Foxconn, Compal, IBG, CBC, Deca, Mahle, Klabin, Elekeiroz, etc. É importante centro logístico, com os centros de distribuição da DHL, Casas Bahia, Magazine Luiza, Renault-Nissan, Sadia, Avon e Marfrig.

## Educação
Há uma boa infraestrutura educacional, com destaque a Faculdade de Medicina de Jundiaí (FMJ) e Centro Universitário Padre Anchieta. Também há unidades da UNIP, Faculdade Pitágoras, Faculdade de Ciências Gerenciais (FCG), Faculdade de Campo Limpo Paulista (FACCAMP). Há ainda unidades vinculadas ao Centro Paula Souza, tais como a FATEC Jundiaí, ETEC Vasco Antônio Venchiarutti, ETEC Benedito Storani e ETEC de Campo Limpo. O Sistema S possui unidades do SENAI em Jundiaí e Campo Limpo Paulista, e uma unidade do SENAC em Jundiaí. O Instituto Agronômico de Campinas (IAC) mantém uma unidade de pesquisa.

## Transportes e logística
A Região Metropolitana de Jundiaí apresenta uma localização estratégica entre os dois maiores centros urbanos paulistas - Campinas e São Paulo. É um importante entrocamento rodoferroviário, apresentando fácil acesso aos aeroportos de Congonhas, Cumbica e Viracopos, além do Porto de Santos. Uma rede de distribuição de gás natural abrange grande parte do município-sede, Jundiaí, proveniente do gasoduto Bolívia-Brasil, que corta a aglomeração urbana. O transporte ferroviário de cargas é atendido pela antiga Santos-Jundiaí ou São Paulo Railway, atualmente sob concessão da MRS, que articula o interior do país a cidade de São Paulo e ao Porto de Santos.
As principais rodovias que cortam a Região Metropolitana de Jundiaí são a rodovia Anhangüera (SP-330), rodovia dos Bandeirantes (SP-348), administradas pela Autoban e que cortam Jundiaí, Louveira e Itupeva; rodovia Dom Gabriel Paulino Bueno Couto (SP-300), administrada pela Rodovias das Colinas, cortando Jundiaí, Itupeva e Cabreúva; rodovia Engenheiro Constâncio Cintra (SP-360), cortando Jundiaí, e a Rodovia Dom Pedro I (SP-65), cortando Jarinu, ambas administradas pela Rota das Bandeiras. Há outras rodovias de menor importância, com utilidade maior como ligação entre as cidades da aglomeração, como a Rodovia Vice-prefeito Hermenegildo Tonoli (SP-66/300), Rodovia Presidente Tancredo Neves (SP-322), Rodovia Edgard Máximo Zambotto (SP-354) e Rodovia Vereador Geraldo Dias (SP-322). Também possui fácil acesso ao Rodoanel Mário Covas, através do Sistema Anhanguera-Bandeirantes.
São ofertados serviços de transporte ferroviário passageiros na Linha 7–Rubi do Trem Metropolitano de São Paulo, administrada pela CPTM, que dá acesso a todo o sistema metroferroviário da Grande São Paulo com uma única passagem. Quatro estações encontram-se na Região Metropolitana de Jundiaí: Jundiaí, Várzea Paulista, Campo Limpo Paulista e Botujuru.